# Partizana
Partizana (tudi šponton) je orožje na drogu, ki predstavlja daljno sorodnico trizoba.
Partizana ima enolistno bodno ost s tremi vrhovimi, pri čemer je srednja ost oblike ostrokotega trikotnika, medtem ko sta preostala, stranska vrhova oblikovana kot zavita ušesa.